# Naturschutzgebiet Momm-Niederung
Das Naturschutzgebiet Momm-Niederung liegt auf dem Gebiet der Stadt Voerde im Kreis Wesel in Nordrhein-Westfalen.
Das Gebiet erstreckt sich westlich der Kernstadt Voerde. Durch den westlichen Teil des Gebietes und südlich verläuft die Landesstraße L 4, am östlichen Rand verläuft die L 396. Durch das Gebiet hindurch fließt der Mommbach, westlich und südlich fließt der Rhein. Westlich, direkt anschließend, erstreckt sich das 534 ha große Naturschutzgebiet Rheinvorland zwischen Mehrum und Emmelsum.

## Bedeutung
Für Voerde ist seit dem Jahr 1990 ein etwa 595 ha großes Gebiet unter der Kenn-Nummer WES-018 zur Erhaltung und Entwicklung des Niederungsbereiches mit seinen Biotopstrukturen und Lebensgemeinschaften als Naturschutzgebiet ausgewiesen. 